# Championnat de Jordanie de football 1986
Navigation
Saison précédente Saison suivante
La saison 1986 du Championnat de Jordanie de football est la trente-huitième édition du championnat de première division en Jordanie. La compétition est disputée sous forme de poule unique où les dix meilleurs clubs du pays s'affrontent deux fois au cours de la saison, à domicile et à l'extérieur. En fin de saison, les deux derniers du classement sont relégués et remplacés par les deux meilleurs clubs de deuxième division.
C'est le club d'Al-Faisaly Club, tenant du titre, qui remporte à nouveau la compétition après avoir remporté un match de barrage face à Al-Weehdat Club, les deux clubs ayant terminé à égalité de points en tête du classement. Al-Ahli Amman complète le podium à deux points du duo de tête. C'est le vingtième titre de champion de Jordanie de l'histoire du club.

## Les clubs participants
| - Al-Weehdat Club - Al Ramtha SC - Al Hussein Irbid - Al-Ahli Amman - Amman SC | - Al Jazira Amman - Al-Faisaly Club - Al Nasr Amman - Al Qouqazi - Promu de D2 - Al-Qadisiya SC |

## Compétition

### Classement
Le barème utilisé pour établir le classement est le suivant :
- Victoire : 2 points
- Match nul : 1 point
- Défaite : 0 point

| Rang | Équipe           | Pts | J  | G  | N  | P  | Bp | Bc | Diff |
| ---- | ---------------- | --- | -- | -- | -- | -- | -- | -- | ---- |
| 1    | Al-Faisaly ClubT | 25  | 18 | 9  | 7  | 2  | 28 | 11 | +17  |
| 2    | Al-Weehdat Club  | 25  | 18 | 10 | 5  | 3  | 34 | 11 | +23  |
| 3    | Al-Ahli Amman    | 23  | 18 | 9  | 5  | 4  | 29 | 18 | +11  |
| 4    | Al Ramtha SC     | 20  | 18 | 5  | 10 | 3  | 26 | 16 | +10  |
| 5    | Al Jazira Amman  | 19  | 18 | 7  | 5  | 6  | 22 | 17 | +5   |
| 6    | Al Hussein Irbid | 17  | 18 | 6  | 5  | 7  | 22 | 23 | -1   |
| 7    | Amman SC         | 16  | 18 | 6  | 4  | 8  | 19 | 22 | -3   |
| 8    | Al-Qadisiya SC   | 15  | 18 | 5  | 5  | 8  | 13 | 23 | -10  |
| 9    | Al QouqaziP      | 13  | 18 | 3  | 7  | 8  | 10 | 20 | -10  |
| 10   | Al Nasr Amman    | 7   | 18 | 1  | 5  | 12 | 5  | 47 | -42  |

|  | Participation au barrage pour le titre                                                   |
|  | Relégation directe en deuxième division                                                  |
|  | T : Tenant du titre C : Vainqueur de la Coupe de Jordanie P : Promu de deuxième division |

### Matchs

#### Match pour le titre
| Équipe 1        | Résultat | Équipe 2        |
| --------------- | -------- | --------------- |
| Al-Faisaly Club | 2 - 0    | Al-Weehdat Club |

- Le match est interrompu au cours de la première période à cause de troubles avec les supporters. Le score de 2-0 pour Al Faisaly Club au moment de l'arrêt de la rencontre est entériné par la fédération jordanienne.

## Bilan de la saison
| Championnat de Jordanie de football 1986   |                             |
| Champion                                   | Al-Faisaly Club (20e titre) |
| Coupes et trophées                         |                             |
| Vainqueur de la Coupe de Jordanie 1986     | Al Arabi irbid              |
| Qualifications continentales               |                             |
| Coupe d'Asie des clubs champions 1987-1988 | Al-Faisaly Club             |
| Promotions et relégations                  |                             |
| Promus en première division                | Al Buqa'a                   |
| Promus en première division                | Al Arabi Irbid              |
| Relégués en deuxième division              | Al Qouqazi                  |
| Relégués en deuxième division              | Al Nasr Amman               |